# 22740 Rayleigh
A 22740 Rayleigh (ideiglenes jelöléssel 1998 SX146) egy kisbolygó a Naprendszerben. Eric Walter Elst fedezte fel 1998. szeptember 20-án.
Nevét John William Strutt (1842 – 1919) angol fizikus után kapta.